# Церковь Николая Чудотворца (Курино)
Церковь Николая Чудотворца — православный храм Липецкой епархии, Усманское благочиние. Расположена в селе Курино Хлевенского района Липецкой области.

## История
Первая деревянная церковь в селе Курино была построена в 1732 году. В 1800 году, вместо обветшавшего храма, была выстроена новая, каменная церковь с колокольней и приделом в честь Казанской иконы Божией Матери. Церковные земли включали в себя 33 десятины. Церковь была приписной к Рождественской церкви села Манино. По данным Справочной книги для духовенства Воронежской Епархии за 1900 год, в штате церкви числился священник Георгий Гаврилович Лебедянский и псаломщик-дьякон Григорий Иванович Орлов. Церковные земли включали в себя 33 десятины. В 1930-е годы церковь была закрыта. Последним священником числился Лебедев Андрей Павлович, репрессированный в 1937 году.

## Фотографии

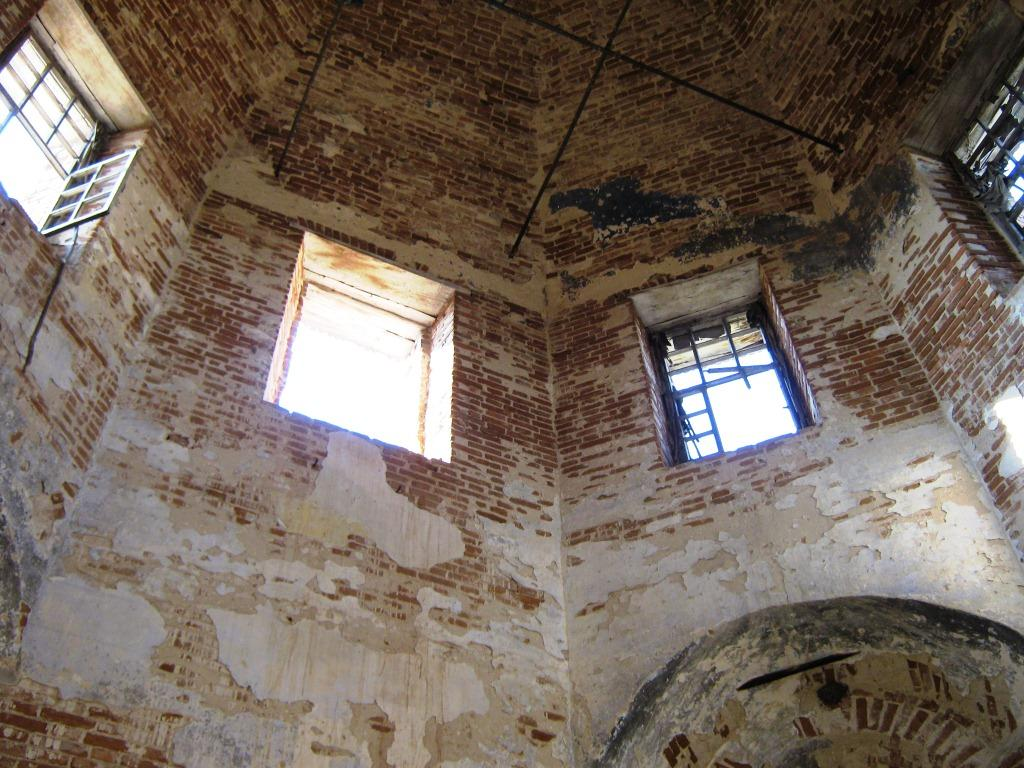
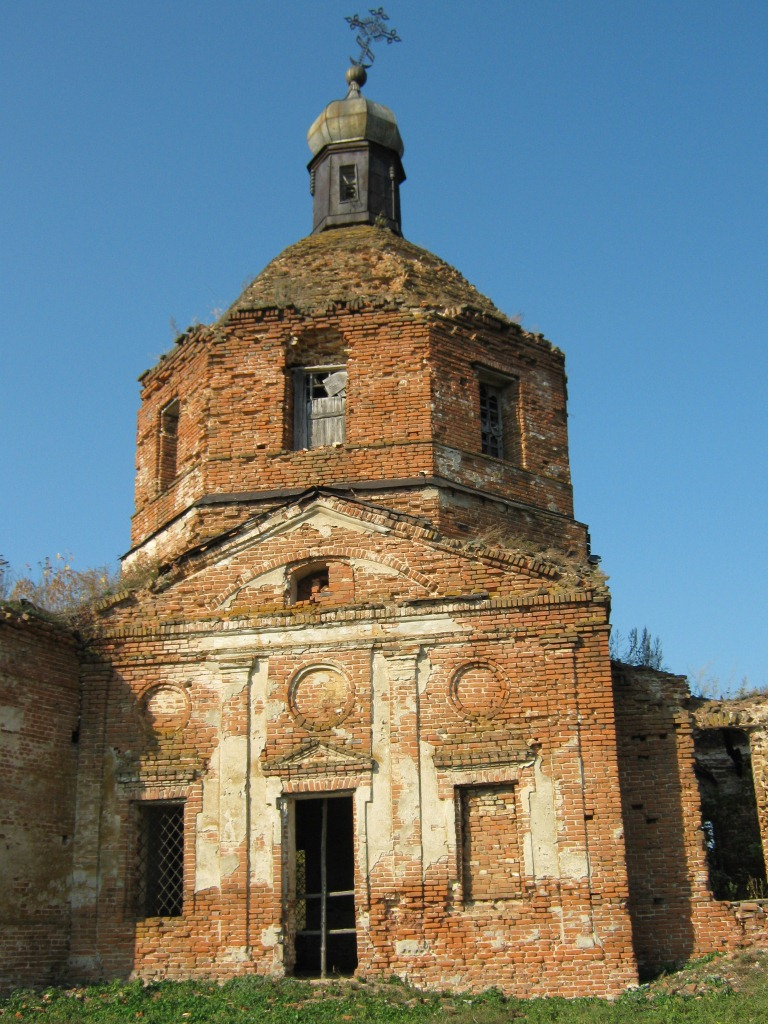
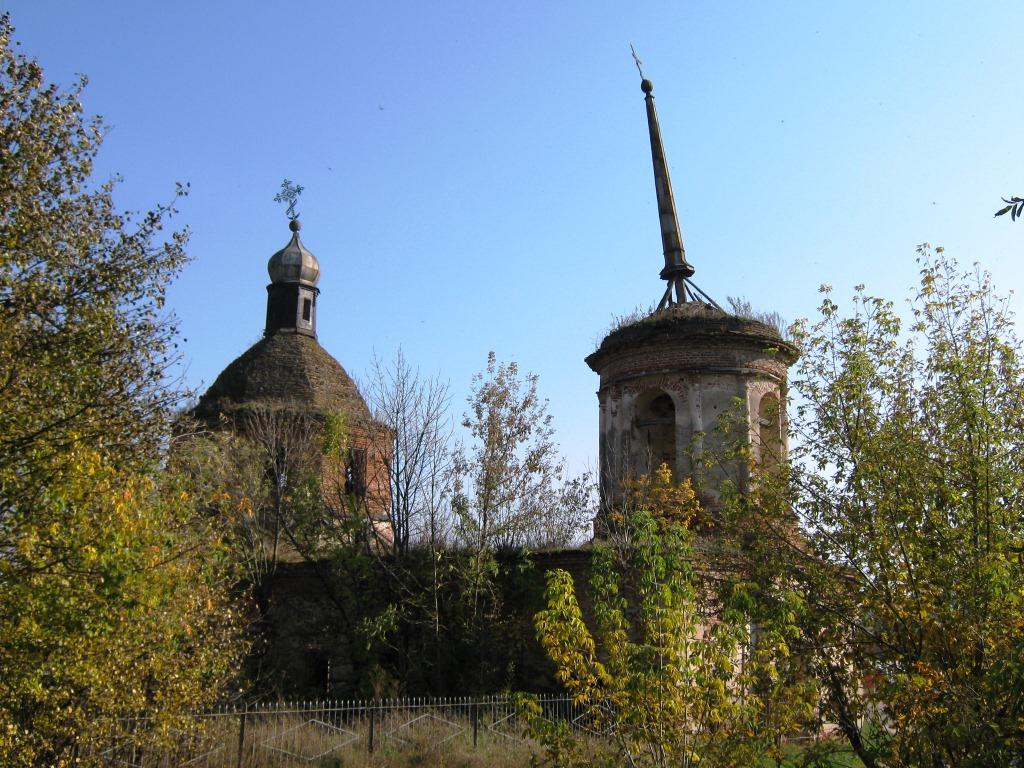